# Kimura Reiji
Pour les articles homonymes, voir Kimura et Reiji.
Kimura Reiji (né en 1926 à Tokyo) est un peintre, graveur et sculpteur japonais du XXe siècle. Utilisant des techniques mixtes et de tendance abstraite, il est actif depuis 1956 aux États-Unis.

## Biographie
Kimura Reiji naît en 1926 à Tokyo.
Après son diplôme à l'Université de Chiba de celle ville en 1948, il devient professeur de dessin dans l'enseignement secondaire. Il vit à New York depuis 1956, où il fait plusieurs expositions personnelles, ainsi qu'à Honolulu. En 1953 et 1954, il participe au Salon Nika (dans les deux disciplines : peinture et sculpture).
Sa peinture à l'huile et peinture métallique sont souvent mêlées sur fond de toile, de papier ou de bois, dans un style abstrait.